# Chorvatsko na Zimních olympijských hrách 2014
Chorvatsko se účastnilo Zimní olympiády 2014. Zastupovalo ho 11 sportovců ve 3 sportech.

## Medailisté
| Medaile | Jméno          | Sport           | Soutěž              |
| ------- | -------------- | --------------- | ------------------- |
| Stříbro | Ivica Kostelić | Alpské lyžování | Muži superkombinace |